# Anaktalik Brook
Der Anaktalik Brook ist ein etwa 110 km langer Zufluss der Labradorsee im Nordosten der Labrador-Halbinsel in der kanadischen Provinz Neufundland und Labrador.

## Flusslauf
Ein etwa 470 m hoch gelegenes Seensystem, knapp 110 km westlich von Nain, bildet das Quellgebiet des Anaktalik Brook. Dieser fließt anfangs 7 km nach Süden, bevor er sich abrupt nach Osten wendet. Bei Flusskilometer 99,8 befindet sich ein 15,3 m hoher Wasserfall, der eine Fischwanderung in das oberstrom gelegene Flusssystem unmöglich macht. Der Anaktalik Brook fließt nun beinahe schnurgerade durch ein tief eingeschnittenes Tal längs einer Verwerfung. Zwischen den Flusskilometern 49 und 66 befindet sich der Anaktalik Lake, eine Flussverbreiterung, die im Mittel etwa 800 m misst. Der Anaktalik River erreicht schließlich das Kopfende einer Bucht, an deren Südufer die Halbinsel Akuliakatak Peninsula liegt. Die Flussmündung befindet sich 27 km westsüdwestlich von Nain. Der Anaktalik Brook entwässert ein Areal von 1813 km². Etwa 15 km weiter nördlich verläuft der Fraser River annähernd parallel zum Anaktalik Brook.

## Flussfauna
Im Anaktalik Brook kommen Atlantischer Lachs, Bachsaibling, Wandersaibling und Amerikanischer Seesaibling vor.